# Solanum heterodoxum
Solanum heterodoxum es una especie arbustiva de la familia Solanaceae y nativa de América del Norte. 

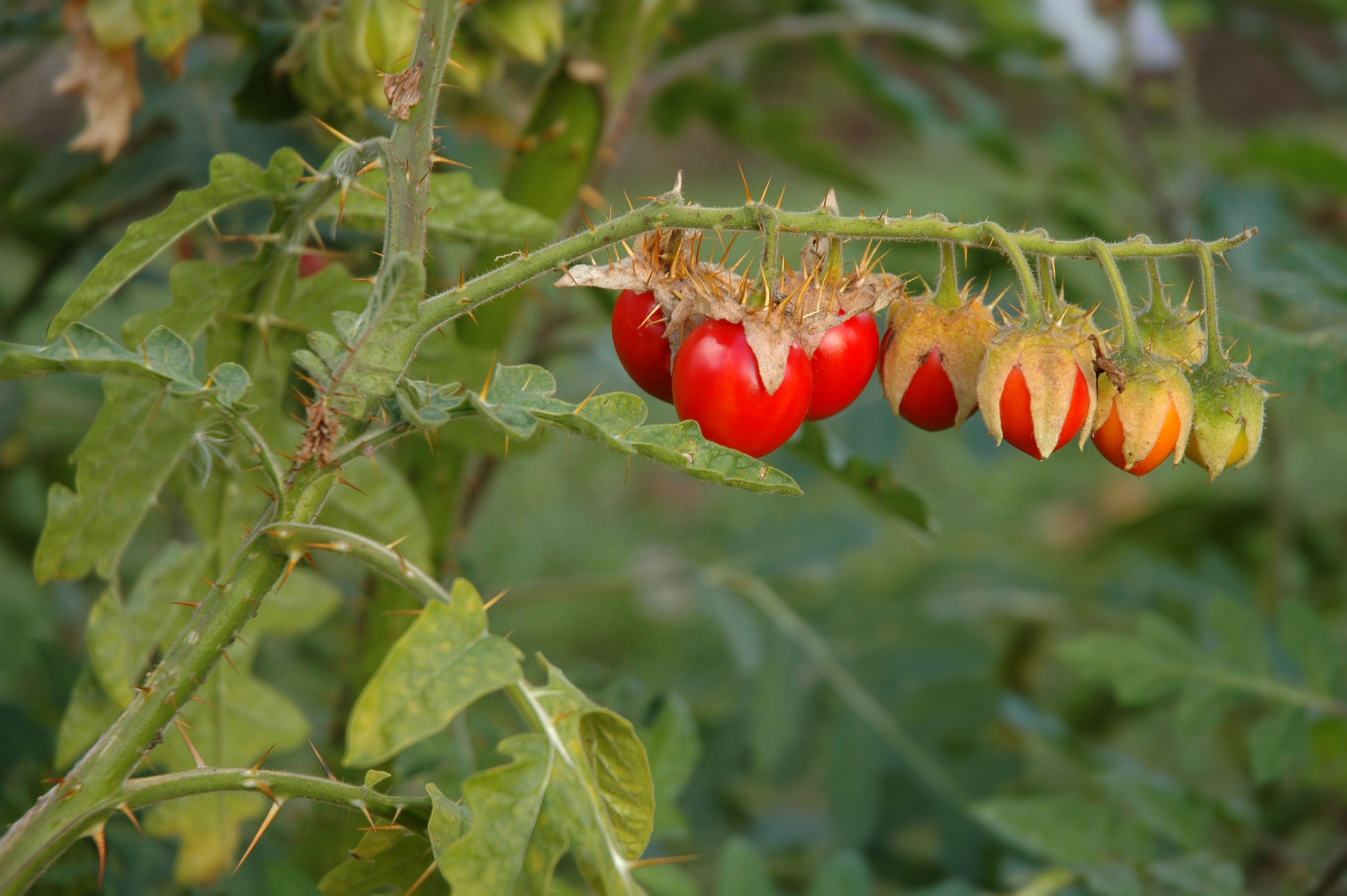
Fruto

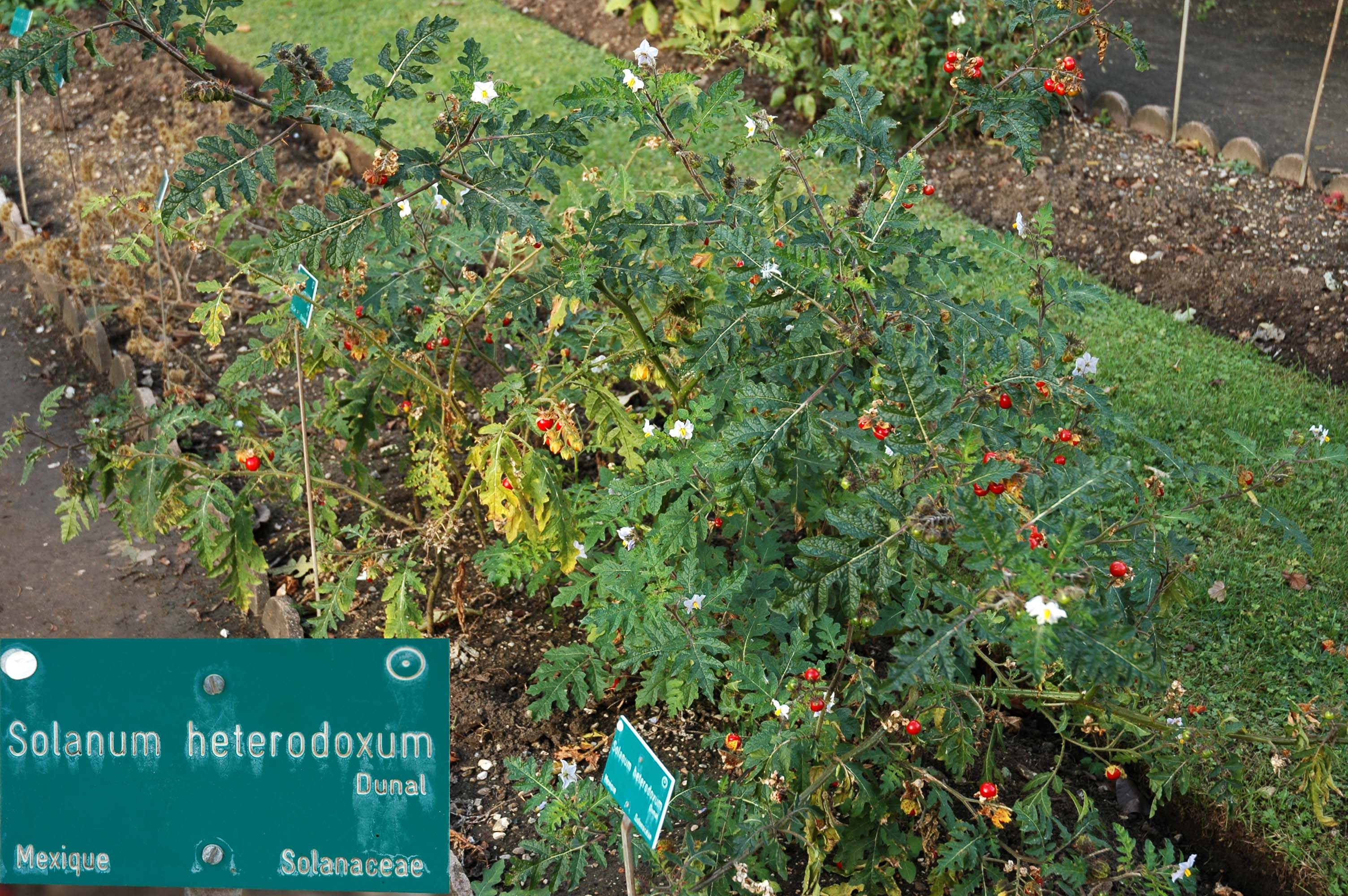
Hojas

## Descripción
Solanum heterodoxum es una planta anual, herbácea con un tamaño de 30 a 70 cm de altura. Tiene espinas y se forma desde una raíz pivotante. Tiene hojas pareadas. La forma de las láminas de las hojas oscila entre ampliamente ovadas a triangulares, y están doblemente divididas. Las inflorescencias entre los nodos, son de 4 a 10 cm de largo. El fruto es una baya esférica con un diámetro de 9 a 12 mm que contiene de 40 a 70 semillas  de color marrón oscuro, lenticulares y de alrededor de 2,5 a 2,9 mm de largo, finamente arrugada.

## Distribución
Solanum heterodoxum ocurre en dos áreas disjuntas, a través del desierto de Chihuahua están separadas. El área se extiende desde el suroeste de Nuevo México y el sureste de Arizona  a Veracruz.

## Taxonomía
Solanum heterodoxum fue descrita por Michel Félix Dunal y publicado en Histoire Naturelle, Médicale et Économique des Solanum 235, pl. 25. 1813.
Etimología
Solanum: nombre genérico que deriva del vocablo Latíno equivalente al Griego στρνχνος (strychnos) para designar el Solanum nigrum (la "Hierba mora") —y probablemente otras especies del género, incluida la berenjena— , ya empleado por Plinio el Viejo en su Historia naturalis (21, 177 y 27, 132) y, antes, por Aulus Cornelius Celsus en De Re Medica (II, 33). Podría ser relacionado con el Latín sol. -is, "el sol", debido a que la planta sería propia de sitios algo soleados.
heterodoxum: epíteto latino que significa "que difiere de la especie tipo del género".
Sinonimia
- Nycterium heterodoxum (Dunal) Link	[6]